# لاين بوبيان
لاين بوبيان (بالإنجليزية: Layne Beaubien)‏ هو لاعب كرة الماء أمريكي، ولد في 4 يوليو 1976 في كورونادو في الولايات المتحدة.

## وصلات خارجية
- لاين بوبيان على موقع الاتحاد الدولي للسباحة (الإنجليزية)
- لاين بوبيان على موقع الاتحاد الدولي للسباحة (الإنجليزية)
- لاين بوبيان على موقع اللجنة الأولمبية الدولية (الإنجليزية)
- لاين بوبيان على موقع أوليمبيديا (الإنجليزية)
- لاين بوبيان على موقع اللجنة الأولمبية والبارالمبية الأمريكية (الإنجليزية)